# 熊本市立秋津小学校
熊本市立秋津小学校（くまもとしりつ あきつしょうがっこう）は、熊本県熊本市東区秋津三丁目にある公立小学校。
横井小楠の私塾「四時軒」が近所にある。

## 沿革
- 1889年（明治22年） - 沼山津小学校、秋田小学校を統合し開校
- 1901年（明治24年） - 秋津尋常小学校と改称
- 1941年（昭和16年） - 秋津国民学校と改称
- 1947年（昭和22年） - 上益城郡秋津村立秋津小学校と改称
- 1954年（昭和29年） - 熊本市立秋津小学校と改称
- 1971年（昭和46年） - 熊本市立桜木小学校を分離

## 歴代校長
- 1889年（明治22年） - 初代校長

## 委員会
- 計画
- 放送
- 保健
- 給食
- 図書
- 体育
- 音楽
- 緑化
- 生活安全
- 環境美化

## クラブ活動

### 運動部
- 水泳部
- バスケット部
- サッカー部
- 野球部

### 文化部
- 吹奏楽部(JWO)
- 合唱部

## 学校周辺
- 東区役所 秋津出張所